# Віброізоляція

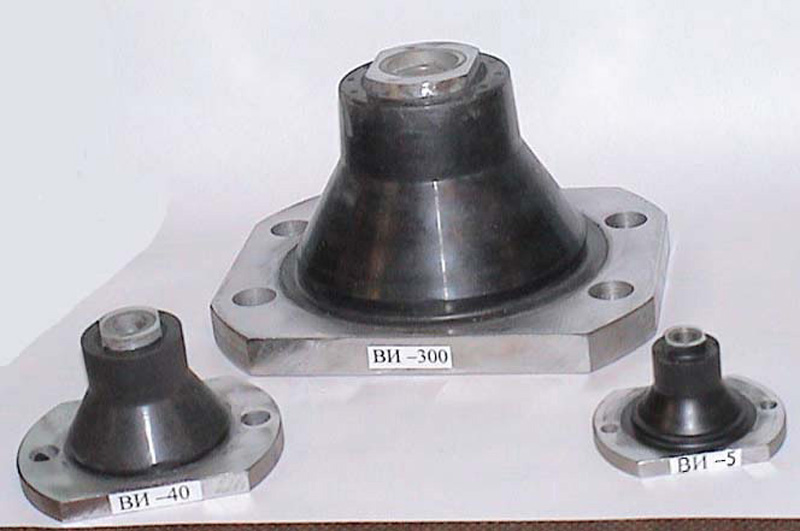
Віброізолятори, що використовуються в машинобудуванні

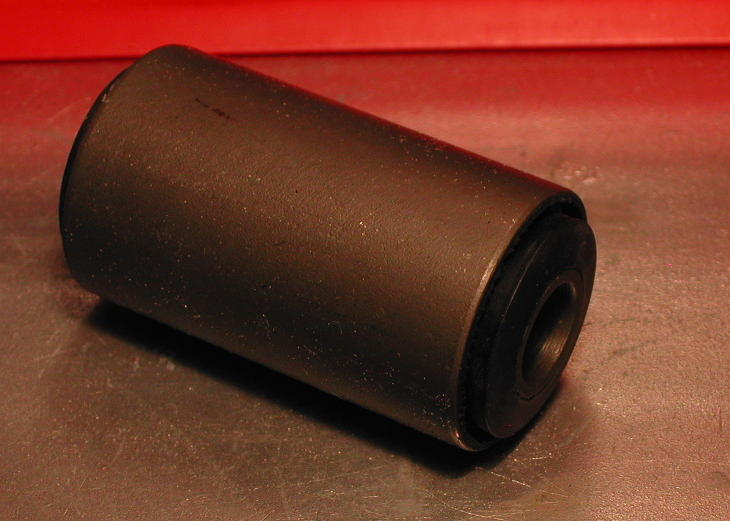
Сайлентблок передньої підвіски автомобіля Fiat 500R

Віброізоля́ція — метод захисту об'єкта від вібрації, який здійснюється за допомогою пристроїв, що розташовуються між джерелом збудження та об'єктом.
Забезпечується  шляхом введення в коливну систему додаткового пружного зв'язку, з метою послаблення передавання вібрацій, суміжному елементу конструкції або робочому місцю
Чисельно віброізоляція оцінюється ослабленням коливань в об'єкті, що захищається після установки віброізолятора між точкою прийому та місцезнаходженням джерела вібрацій. Одиниця вимірювання — дБ.
Віброізолятор (англ. vibration-isolator) — пристрій, що здійснює віброізоляцію шляхом відбивання і поглинання енергії хвиль коливань, що поширюються від механізму чи електрообладнання під час їх роботи. Встановлюється між тілом, що передає коливання, і тілом захищається (наприклад, між механізмом і фундаментом).
У конструкції віброізолятора використовується гумова оболонка, яка армована пружиною. Гума і пружина міцно з'єднані в процесі вулканізації. Під дією вагового навантаження механізму оболонка деформується, викликаючи стиснення або розтяг витків пружини. При цьому в поперечному перерізі виток пружини, скручуючись, взаємодіє з матеріалом оболонки, викликаючи в ній деформації зсуву. Ефективна віброізоляція повинна забезпечувати також і вібропоглинання. Тому, величина деформації зсуву в пружному матеріалі віброізолятора є визначальною для оцінки ефективності вібропоглинання. При дії вібрації або ударних навантажень деформації збільшуються, будучи при цьому циклічними, що посилює розсіювання енергії коливань і забезпечує ефективність роботи даного пристрою.
У верхній частині конструкції (див. рисунок) передбачена втулка, а в нижньому фланці — отвори, за допомогою яких віброізолятор кріпиться до механізму і фундаменту, відповідно.
Для віброізоляції трубопроводів використовують віброізолюючі патрубки. Віброізолюючий патрубок — частина труби з пружними стінками для відбиття і поглинання енергії хвиль коливань, що поширюються по стінці трубопроводу при роботі насоса. Встановлюється між насосом і трубопроводом. Віброізолятори у вигляді сайлентблоків використовуються в автомобільних підвісках для гасіння ударних та вібраційних впливів.
Зазвичай використовують пасивну віброізоляцію. У цьому випадку віброізоляторами є проміжні елементи, що деформуються під дією джерела вібрації. У відповідальних випадках для зменшення низькочастотної вібрації вводять активну віброізоляцію, у якій деформацією пружних елементів керує система автоматичного регулювання.